# Bambitious
Bambitious es una película romántica nigeriana de 2014 dirigida por Okechukwu Oku, protagonizada por Daniel K Daniel y Belinda Effah. Se estrenó en Genesis Cinema, Enugu State. Pete Edochie, Zack Orji y John Okafor estuvieron presentes en la ceremonia.

## Sinopsis
Bambi (Belinda Effah) y Frank (Bucci Franklin) son dos enamorados en una piscina. Varios días después, tras un breve desacuerdo, la pareja decide tomar caminos separados. Después de un tiempo, Bambi comienza a salir con Jerry (Daniel K Daniel), un hombre rico de una familia respetable. Al conocer a su nuevo amor, Frank decide chantajearla después de descubrir que está embarazada. Bambi le paga 250.000 nairas para mantener su secreto, pero tiene que presentarlo como el novio de su amiga. Jerry y Frank se llevan tan bien que Jerry decide pedirle a Frank ser su padrino de boda. La exnovia de Jerry, Funmi Coker (Hekka Hedet), que todavía está interesada en él intenta usar a Frank para volver con Jerry. La madre de Jerry, la Dra. Ese (Ebere Okaro), que está en contra del sexo antes del matrimonio, pelea con Bambi al descubrir que estaba embarazada de Frank y sedujo a Jerry para que se case con ella.

## Elenco
- Daniel K Daniel como Jerry
- Belinda Effah como Bambi
- Ebele Okaro como Dr. Ese
- Bucci Franklin como Frank
- Hekka Hedet como Funmi Coker

## Recepción
Recibió críticas negativas de talkafricanmovies.com, un sitio de reseñas que "recomienda" o "rechaza" películas, mencionando su "previsibilidad" y naturaleza "formulista". También minimizó la descripción de Bambi como "ambiciosa", cuando estaba desempleada y solo le preocupaba casarse con un hombre rico. En particular, criticó la trama y el mensaje que la película pretendía transmitir. Recomendó "Golddiggerlicious" como un título más apropiado para la película. También describió la historia como "plana", pero elogió la credibilidad de la actuación. Concluyó su revisión rechazando la película.
Oluwatoyosi Agbaje de tns.ng elogió la trama "directa al grano" y mencionó que estaba emocionado de ver a Frank teniendo papeles fuera de Tinsel y Ay's Crib. Sin embargo, destacó la falta de autenticidad en la forma en que Bambi descubrió su embarazo, particularmente porque no visitó un hospital. Concluyó su revisión diciendo que "la película era buena".